# Spume Island
Spume Island (von englisch spume ‚Gischt, Schaum‘) ist eine kleine, niedrige und felsige Insel im Palmer-Archipel westlich der Antarktischen Halbinsel. Sie liegt 2,5 km südwestlich des Bonaparte Point vor der Südwestküste der Anvers-Insel.
Eine hydrographische Einheit der Royal Navy nahm zwischen 1956 und 1957 ihre Vermessung vor. Das UK Antarctic Place-Names Committee benannte sie 1959 nach der Gischt, die hier bei starkem Wellengang und entsprechendem Wind zu beobachten ist.